# Garganta de Cuartos
La garganta de Cuartos es un curso de agua del centro de la península ibérica, tributario del río Tiétar.

## Características
La garganta, que discurre por la provincia española de Cáceres (comunidad autónoma de Extremadura), recorre un curso norte-sur desde su nacimiento en la sierra de Gredos, en las proximidades de La Covacha. Como afluente del Tiétar, pertenece a la cuenca hidrográfica del Tajo.
Aparece mencionada como «garganta de Quartos» en el Libro de la Montería de Alfonso XI. En su tramo alto cuenta con numerosos saltos de agua y cascadas.
Entre los diversos cursos de agua que alimentan a la garganta de Cuartos destaca la garganta del Vadillo.
Cuenta con un puente medieval de dos ojos que la cruza dentro del término municipal de Losar de la Vera.